# Спасо-Преображенский собор (Надеждинск)
Спасо-Преображенский собор — утраченный храм русской православной церкви в городе Надеждинск, ныне Серов Свердловской области, Россия, посвящённый Преображению Господню.
Посёлок Надеждинский Завод, ставший позже городом Надеждинск, был основан в 1894 году. Первый храм в посёлке — нарядная деревянная Всехсвятская церковь на 500 человек в псевдорусском стиле — была построена в 1898 году по проекту петербургского архитектора В. Н. Пясецкого. Однако простояла она недолго — 4 июня 1908 года Всехвятская церковь сгорела в пожаре.
В 1905 году на новом месте был заложен монументальный Спасо-Преображенский собор в византийском стиле по проекту архитектора канцелярии обер-прокурора Синода К. В. Маковского. Однако скоро стало ясно, что средств местных жителей, на пожертвования которых строится церковь, не хватит на столь роскошную и грандиозную постройку. Проект был упрощён и удешевлён силами архитектора А. Б. Турчевича, автора Крестовоздвиженского собора в Верхотурье, и приобрёл смешанные русско-византийские черты. 30 ноября 1908 года Спасо-Преображенский собор, ещё недостроенный, был освящён, полностью же строительство было окончено в 1915 году.
Пятиглавая церковь с встроенной четырёхъярусной ступенчатой колокольней была ориентирована с востока на запад. Её построили из красного кирпича на бетонном фундаменте под металлической крышей. Длина здания составляла 57 метров, ширина — 25 метров, позолоченный главный купол имел высоту 37 метров, колокольня же поднималась на 46 метров. Церковь имела три богато украшенных крыльца под шатровыми навершиями и была обильно декорирована затейливым резным узором. Хотя по проекту в соборе предусматривалось три алтаря, был освящён только главный престол — во имя Преображения Господня. Расписать собор изнутри не успели — случилась Октябрьская революция, и стало не до того.
7 января 1930 года на волне антирелигиозной политики советской власти Надеждинский городской совет рабочих депутатов принял решение о передаче здания собора для размещения индустриального техникума. Однако уже в июне 1931 года тот же совет меняет своё заключение — «здание бывшей церкви считать целесообразным снести на слом, а кирпич от разбора здания использовать на городское строительство, как-то: гостиницу, прачечную, школьное и больничное строительство». В ночь с 12 на 13 июля 1931 года Спасо-Преображенский собор был взорван.
В настоящее время на месте взорванного собора построены жилые многоквартирные дома. Его остатки в виде кучи обломков камня, кирпичной кладки и арматуры можно найти во дворе по адресу площадь Металлургов, дом 2. В 1960-е годы это хотели вывезти, но выяснилось, что необходимы повторные взрывы, невозможные на тесно застроенном участке. В 2014 году здесь организовали небольшой мемориал, установив на руинах арку с колоколом и памятной доской и поклонный крест.